# Grigori Sokolov
Grigori Lípmanovich Sokolov (en ruso Григо́рий Ли́пманович Соколо́в; Leningrado, 18 de abril de 1950) es un pianista ruso, nacionalizado español. A pesar del prestigio internacional que obtuvo tras ganar el Concurso Internacional Tchaikovsky de 1966, la carrera internacional de Sokolov no despegó hasta finales de 1980.
En 2015 le fue otorgado el DaCapo KlassiK Award - Pianista del año. 

## Biografía
Sokolov comenzó sus estudios de piano a la edad de cinco años. A los siete años ingresó en la Escuela musical adscrita al conservatorio de San Petersburgo, donde estudió con la pianista Liya Zelijman, accediendo posteriormente al citado conservatorio donde fue discípulo de Moiséi Jalfin. A la edad de doce años ofreció su primer gran recital en Moscú, donde interpretó piezas de Bach, Beethoven, Schumann, Chopin, Mendelssohn, Skriabin, Liszt, Debussy y Shostakóvich en la Philharmonic Society. A la edad de dieciséis años, captó la atención internacional cuando el jurado del Concurso Internacional Chaikovski en su edición de 1966 presidido por Emil Gilels le concedió por unanimidad la Medalla de Oro. Al parecer, la decisión resultó ser una sorpresa: "El pequeño Grisha Sokolov de tan solo dieciséis años había resultado ganador en aquella competición y, sin embargo, nadie lo tomó en serio en aquella época».
Poco conocido fuera de la Unión Soviética hasta finales de los años 80, se situó establemente en la escena internacional con algunos memorables conciertos, como su ejecución del tercer concierto de Rajmáninov en Londres en 1995, que suscitó gran impresión por la maestría técnica y la nobleza de expresión. 
En más de cincuenta años de carrera, ha tocado con las mayores orquestas mundiales y con más de doscientos directores, entre los cuales están Valeri Guérguiev, Neeme Järvi, Trevor Pinnock, Myung-Whun Chung, Andrew Litton, Walter Weller, Herbert Blomstedt, Yevgueni Svetlánov, Aleksandr Lázarev.
Ha colaborado con orquestas como Philharmonia Orchestra, Concertgebouw de Ámsterdam, New York Philharmonic, Gewandhausorchester Leipzig, la Filarmonica della Scala, Münchner Philharmoniker, la Montreal Symphony Orchestra.
Desde hace varios años ha disminuido sensiblemente su actividad con orquesta, concentrándose en los recitales en solitario.
Al Festival de Salzburgo debuta en concierto en el 2001, volviendo del 2007 al 2011, en el 2013 y en el 2014 con música de Chopin.
En 2008, participa en el «Festival pianistico internazionale» de Brescia y Bergamo donde se le asignó el premio «Arturo Benedetti Michelangeli».
En agosto de 2022, el Gobierno de España le concedió la nacionalidad española.

## Estilo
Sokolov es un artista que prefiere las actuaciones en vivo y da lo mejor de sí mismo en concierto. Su breve discografía está casi toda registrada en directo. 
Ha declarado al respecto: «Los discos no son fieles. No dan la posibilidad de valorar realmente la ejecución como la interpretación en directo».
En el 2002, de un concierto suyo en París, ha salido un DVD vídeo, obra del director francés Bruno Monsaingeon, ya autor de importantes documentales musicales (Gould, Richter).
En sus comienzos fue muy influenciado por el estilo sólido de ejecución de Emil Guilels, pero con los años se ha ido decantando por un estilo más fluido, próximo al más etéreo de Vladímir Sofronitski.
Actualmente, está considerado sin duda como uno de los mayores pianistas vivientes (para muchos grandes críticos sería el mejor). «The greatest pianist alive today», según International Piano. Posee gran variedad tímbrica, enorme dominio técnico del instrumento y un fraseo amplio y de impresionante potencia con uso muy natural del legatto. Sus interpretaciones son muy originales y siempre fruto de una notable lucidez y profundidad de pensamiento musical.
Todo su interés se concentra en la música y desconfía profundamente de cualquier cosa que no sea interpretar partituras, descubrir sus segundas y terceras lecturas. Respecto a sus versiones de las obras, dice: «La interpretación es un proceso que solo se da durante el concierto o el recital. Es algo muy cambiante y está en continua evolución. Varía después de cada concierto. Cada día cambio y evoluciono como artista, y así también mi forma de interpretar las obras. Respecto a la intuición, creo que esta se sitúa en un nivel superior si atendemos a cómo funciona nuestro cerebro. La esencia de la interpretación es el amor profundo que depositamos en una obra, adecuado a la libertad interior del intérprete».
Mago del sonido y poeta del teclado, Sokolov da habitualmente unos recitales llenos de momentos reveladores, prodigios técnicos y desbordamientos de sensibilidad.
De su estilo interpretativo dice el crítico Arturo Reverter: «Lo primero que aplaudimos del teclista de San Petersburgo es la mecánica, la infalibilidad, el ataque preciso. Después, el manejo de las dinámicas, de una notable amplitud, el control de un pedal que le permite extraer insólitas luces y recrear múltiples colores, con un magnífico sentido de la articulación. La exposición, siempre bien ligada, es así fluida, iridiscente y minuciosa; sin que el discurso pierda un formidable ensimismamiento. Escuchar su dramático y bien medido Beethoven, su refinado Chopin, quizá en exceso severo, pero no exento de un sabio rubato, su coloreado Schumann o su espiritual y abstracto Bach es siempre una experiencia enriquecedora. Libera tensiones en Chaikovski, sin recurrir a un pathos exagerado; lo canta con una extraña naturalidad. Resultados sorprendentes, fruto de un trabajo de ensayos stajanovista. Lo difícil es lograr que la interpretación parezca, ya en el concierto, espontánea. Sokolov lo consigue».
Respecto a su elección de las obras, dice: «Me someto a una única regla a la hora de elaborar un programa: solo toco la música que amo, esas obras que me impulsan en este momento la necesidad de tocar. Un amor que nace de forma automática y que desconozco de dónde procede. Sí que debe existir una relación interna entre las obras, pero también es posible encontrar conexiones dentro de los contrastes. Hay que comprender que los contrastes pueden de igual forma establecer lazos de unión».
Profundo conocedor de su instrumento, hasta de sus detalles constructivos, tiene la costumbre de ensayar largamente incluso el día del concierto, para familiarizarse con el piano sobre el que deberá tocar. Dice al respecto: «Normalmente ensayo durante unas cuatro horas. Luego me voy al hotel, reposo una hora y regreso al teatro para hacer el recital».

## Discografía
- Bach: Die Kunst der Fuge. Grigory Sokolov, 2001 Opus111
- Brahms: Baladas, Op. 10; Sonata n.º 3. Grigory Sokolov, 2002 Opus111/naïve
- Chopin: 24 Preludios Op. 28 (París 17 de junio de 1990). Grigory Sokolov, 2001 naïve
- Scriabin, Prokófiev, Rachmaninoff. Grigory Sokolov, 2003 Opus111
- Schubert & Beethoven: Impromptus/Hammerklavier + Bis (Live, Varsavia, 2013). Sokolov, Deutsche Grammophon
- Sokolov: The Salzburg recital (Live, Festival de Salzburgo, 2008); Mozart/Chopin/Scriabin/ Rameau/Bach, 2014 Deutsche Grammophon

## Repertorio
- Arápov:
  - Concierto para violín, piano y percusión
  - Estudio-Scherzo
  - Sonatas para piano n.º 1 & 2
- Bach:
  - El arte de la fuga, BWV 1080
  - Suite inglesa n.º 2
  - Fantasía & Fuga en la menor, BWV 904
  - Suite francesa n.º 3
  - Variaciones Goldberg
  - Concerto italiano, BWV 971
  - Obertura en estilo francés, BWV 831
  - Partitas n.º 1, 2, 4 & 6
  - Sonata en la menor after Reinken's Hortus Musicus 1–5, BWV 760
  - Toccata en mi menor, BWV 914
  - El clave bien temperado Libro I
  - El clave bien temperado Libro II

Bach-Siloti: Preludio en si menor
Bach-Brahms: Chacona para la mano izquierda BWV 1004
Bach-Busoni: Ich ruf zu dir, Herr Jesus Christ BWV 639
Bach-Busoni: Nun freut euch, lieben Christen g’mein BWV 734
- Beethoven:
  - Sonatas para piano n.º 2, 3, 4, 7, 9–11, 13–17 & 27–32
  - Variaciones Diabelli
  - Conciertos para piano n.º 1 & 5
  - Rondós Op. 51 & Op. 129
- Brahms:
  - Sonata para piano n.º 1 Op. 1
  - Sonata para piano n.º 3 Op. 5
  - 4 Baladas Op. 10
  - Concierto para piano n.º 1 Op. 15
  - Variaciones sobre un tema de Händel Op. 24
  - 2 Rapsodias Op. 79
  - Concierto para piano n.º 2 Op. 83
  - 7 Fantasías Op. 116
  - 6 Klavierstücke, Op. 118 n.º 1 Intermezzo en la menor; n.º 2 Intermezzo en la mayor; n.º 6 Intermezzo en mi bemol menor
  - 3 Intermezzi Op. 117
- Byrd:
  - Pavan & Galliard MB52
  - Alman MB11
  - Prelude MB12
  - Clarifica me Pater (II) MB48
  - Qui Passe MB19
  - March before the Battle MB93
  - Battle MB94
  - Galliard for Victory MB95
- Carvalho-Sokolov: Toccata y Andante en sol mayor
- Chaikovski: Concierto para piano n.º 1
- Chopin:
  - Balada n.º 4 Op. 52
  - Conciertos para piano n.º 1 & 2
  - Estudio Op. 10 n.º 8
  - Estudios Op. 25
  - Fantaisie-Impromptu Op. 66
  - Fantasía Op. 49
  - Impromptus Op. 29, Op. 36 & Op. 51
  - Mazurcas Op. 7 n.º 2, Op. 17 n.º 4, Op. 30 n.º 1–4, Op. 33 n.º 4, Op. 50 n.º 1–3, Op. 63 n.º 1–3, Op. 67 n.º 2, Op. 68 n.º 2–4, Op. posth
  - Nocturnos Op. 32 n.º 1 & 2, Op. 48 n.º 1 & 2, Op. 62 n.º 1&2, Op. 72, Op. posth
  - Polonesa-fantasía Op. 61
  - Polonesas Op. 26 n.º 1 & 2, Op. 40 n.º 2, Op. 44, Op. 53, Op. posth.
  - Preludios Op. 28
  - Sonatas para piano n.º 2 & 3
  - Vals n.º 17 Op. posth
- Couperin:
  - Le Tic-Toc-Choc ou les Maillotins
  - Pieces de clavecin Libro III Ordre XIII & Ordre XVIII
- Debussy: Canope (de Preludios II, n.º 10)
- Franck: Preludio, Coral & Fuga
- Froberger:
  - Toccata FbWV101
  - Canzon FbWV301
  - Fantasia FbWV201
  - Ricercar FbWV411
  - Capriccio FbWV508
  - Partita FbWV610
- Griboyédov: Vals n.º 2 en mi menor
- Haydn: Sonatas para piano Hob XVI: 23, 37 & 34
- Komitas: Seis danzas
- Liszt:
  - La campanella
  - Rhapsodie espagnole
- Mozart:
  - Conciertos para piano n.º 23 & 24
  - Sonatas para piano K.280, K.310, K.332, K.457 & K.545
  - Fantasía K.475
- Prokófiev:
  - Concierto para piano n.º 1
  - Sonatas para piano n.º 3, 7 & 8
- Rajmáninov:
  - Conciertos para piano n.º 2 & 3
  - Preludios Op. 2 n.º 3, Op. 23, Op. 32 n.º 5
- Rameau:
  - Suite en re mayor de pièces de clavecin (1724)
  - Suite in G/g de pièces de clavecin (1726)
  - "Le rappel des oiseaux" & "Tambourin" de la Suite en mi menor (1724)
- Ravel:
  - Gaspard de la nuit
  - Oiseaux Tristes (de Miroirs)
  - Preludio
  - Sonatina
  - Le Tombeau de Couperin
- Saint-Saëns: Concerto para piano n.º 2
- Schönberg: Dos piezas Op. 33
- Schubert:
  - Impromptus D.899 n.º 1–4, D.935 n.º 1 & 2
  - Klavierstücke D.946 n.º 1–3
  - Moment Musicaux D.780
  - Sonatas D.537, D.664, D.784, D.850, D.894, D.958, D.959 & D.960
  - Wanderer-Fantasie
- Schumann:
  - Carnaval Op. 9
  - Sonata para piano n.º 1 Op. 11
  - Sonata para piano n.º 2 Op. 22
  - Sonata para piano n.º 3 Op. 14
  - Kreisleriana Op. 16
  - Fantasie Op. 17
  - Arabeske Op. 18
  - Humoreske Op. 20
  - Novelletten Op. 21 n.º 2, 7 & 8
  - 4 Klavierstücke (Scherzo, Gigue, Romance & Fughette) Op. 32
  - Bunte Blätter Op. 99
  - Variaciones en mi bemol mayor sobre un tema original WoO 24 "Geistervariationen"
- Scriabin:
  - Caresse Dansee Op. 57 n.º 2
  - Dèsir Op. 57 n.º 1
  - Enigme Op. 52 n.º 2
  - Estudios Op. 2 n.º 1, Op. 8, Op. 42 n.º 4 & 5
  - Feuillet d’Album Op. 45 n.º 1
  - Poème fantastique Op. 45 n.º 2
  - Poèmes Op. 32 n.º 2, Op. 69 n.º 1 & 2
  - Preludio & Nocturno Op. 9
  - Preludios Op. 33 n.º 1–4, Op. 45 n.º 3, Op. 49 n.º 2 & Op. 51 n.º 2
  - Sonatas para piano n.º 1, 3, 4, 9 & 10
  - Vers la flamme Op. 72
- Seixas-Sokolov: Tocatas en re & do
- Stravinski: Petrushka